# DNAジャイレース
DNAジャイレース (DNA gyrase)、もしくは単にジャイレース、あるいはDNAギラーゼとは細菌が持つDNAトポイソメラーゼII型の1種である (EC 5.99.1.3) 。
II型なのでDNA二本鎖の両鎖を切断することにより鎖を回転させねじれをとる働きをする〈記事DNAトポイソメラーゼに詳しい〉。細菌のDNA複製には欠かせない酵素の1つである。
例をあげると、大腸菌のDNAジャイレースは分子量115,000と95,000の2種のサブユニット2組の四量体を形成している。サブユニットの前者は遺伝子gyrA、後者はgyrBの産物である。
〈ニュー〉キノロン系抗生物質は真核生物のDNAトポイソメラーゼII型は阻害せず、細菌のDNAトポイソメラーゼII型〈すなわちDNAジャイレース〉のみを選択的に阻害し、生体に影響を与えずに細菌の増殖のみを阻害する。
DNAジャイレースの阻害剤は前述のキノロン系抗生物質の他に、クーママイシン (coumermycin) とノボビオシン (novobiocin) などが知られている。
DNAジャイレースもATP依存性の反応と非依存性の反応との両方を持つが、特にクーママイシンとノボビオシンはATP依存性の反応だけを阻害する点が特徴的である。
遺伝子変異による薬剤耐性の研究より、オキソリン酸 (oxolinic acid) およびナリジクス酸はgyrA産物と、クーママイシン、ノボビオシンはgyrB産物と相互作用することが知られている。